# سخيماتاري
سخيماتاري (Σχηματάρι) هي مدينة في فويوتيا في مقاطعة كينتريكي إلادا في اليونان.

## أعلام
- جيانيس ارجيريس